# Sørensen
Sørensen (auch: Sörensen) ist ein Familienname.

## Herkunft und Bedeutung
Sørensen ist ein patronymisch gebildeter dänischer Familienname mit der Bedeutung „Sohn des Søren“, der auch in der Form Sörensen vorkommt.

## Namensträger

### Form Sørensen

#### A
- Aage B. Sørensen (1941–2001), dänisch-US-amerikanischer Soziologe
- Aksel Sørensen (1891–1955), dänischer Turner
- Anker Sørensen (1926–2010), dänischer Schauspieler
- Aqqaluk Sørensen (* 1988), grönländischer Handballspieler
- Arne Sørensen (Politiker) (1906–1978), dänischer Politiker
- Arne Sørensen (Fußballspieler) (1917–1977), dänischer Fußballspieler und -trainer
- Arne Sørensen (Maler) (* 1937), norwegischer Maler und Grafiker Arne Haugen Sørensen
- Arne Sørensen (Schachspieler) (* 1947), dänischer Schachspieler
- Asger Sørensen (* 1996), dänischer Fußballspieler
- Aske Mørkeberg Sørensen (* 1993), dänischer Volleyballspieler
- August Sørensen (1896–1979), dänischer Sprinter
- Ayoub Sørensen (* 1988), dänischer Fußballspieler marokkanischer Herkunft

#### B
- Bent Sørensen (Fußballspieler) (1925–2011), dänischer Fußballspieler
- Bent Sørensen (Physiker)  (* 1941), dänischer Physiker
- Bent Sørensen (Schachspieler) (1943–2022), dänischer Schachspieler
- Bent Sørensen (Komponist)  (* 1958), dänischer Komponist
- Bente Sørensen (* um 1940), dänische Badmintonspielerin
- Birgitte Hjort Sørensen (* 1982), dänische Schauspielerin
- Bjarne Sørensen (* 1954), dänischer Radrennfahrer

#### C
- C.Th. Sørensen (1893–1979), dänischer Landschaftsarchitekt
- Camilla Sørensen (* 1985), dänische Badmintonspielerin
- Carl Frederik Sørensen (1818–1879), dänischer Marinemaler
- Cathrine Paaske Sørensen (* 1978), dänische Fußballspielerin
- Chris Sørensen (Fußballspieler) (* 1977), dänischer Fußballspieler
- Chris Anker Sørensen (1984–2021), dänischer Radrennfahrer
- Christina Sørensen (* 1977), dänische Badmintonspielerin
- Claus Sørensen (* 1951), dänischer EU-Beamter
- Curt Sørensen (1938–2021), dänischer Politikwissenschaftler

#### D
- Dennis Sørensen (* 1981), dänischer Fußballspieler

#### E
- Eigil Sørensen (* 1948), dänischer Radrennfahrer
- Elias Sørensen (* 1999), dänischer Fußballspieler
- Elise Sørensen (1903–1977), dänische Krankenschwester

#### F
- Flemming Sørensen (Journalist, 1930) (1930–2016), dänischer Journalist und Stasi-Spion
- Flemming Sørensen (Schauspieler) (* 1951), dänischer Schauspieler
- Flemming Sørensen (Journalist, 1956) (* 1956), dänischer Journalist und Autor
- Frederik Sørensen (* 1992), dänischer Fußballspieler
- Frode Sørensen (Radsportler) (1912–1980), dänischer Radrennfahrer
- Frode Sørensen (Politiker) (* 1946), dänischer Politiker

#### H
- Hans-Kristian Kjos Sørensen (* 1965), norwegischer Musiker (Percussion) und Komponist
- Hans Christian Sørensen (1900–1984), dänischer Turner
- Hans Laurids Sørensen (1901–1974), dänischer Turner
- Hans Olav Sørensen (* 1942), norwegischer Skispringer
- Hans Peter Sørensen (1886–1962), dänischer sozialdemokratischer Politiker; von 1946 bis 1956 Oberbürgermeister von Kopenhagen
- Hanus Sörensen (* 2001), färöischer Fußballspieler
- Harry Sørensen (1892–1963), dänischer Turner
- Heidi Sørensen (* 1970), norwegische Naturschützerin und Politikerin
- Helle Sørensen (* 1963), dänische Radrennfahrerin
- Helmuth Nyborg Sørensen (* 1937), dänischer Kanute
- Henning Sørensen (* 1926), dänischer Mineraloge, Geologe und Petrograph
- Henning Lund-Sørensen (* 1942), dänischer Fußballschiedsrichter
- Henrik Sørensen (Maler) (1882–1962), norwegischer Maler
- Henrik Sørensen (Leichtathlet) (1897–1976), dänischer Langstreckenläufer
- Henrik Sørensen (Schachspieler) (* 1945), dänischer Schachspieler
- Henrik Sørensen (Badminton) (* 1972/1973), dänischer Badmintonspieler

#### I
- Inge Sørensen (1924–2011), dänische Schwimmerin
- Ingrid Jent-Sørensen (* 1951), Schweizer Rechtswissenschaftlerin

#### J
- Jacob Lungi Sørensen (* 1998), dänischer Fußballspieler
- Jan Sørensen (Fußballspieler) (1955–2024), dänischer Fußballspieler
- Jan Sørensen (Pokerspieler) (Jan Vang Sørensen; * 1960), dänischer Fußball- und Pokerspieler
- Jan Sørensen (Schachspieler) (* 1970), dänischer Schachspieler
- Jan Derek Sørensen (* 1971), norwegischer Fußballspieler
- Jens Sörensen Wand (1875–1950), dänischer Vogelschützer und Vogelwart
- Jens Sørensen (Radsportler) (1941–2020), dänischer Radsportler
- Jens Sørensen (Kanute) (* 1949), dänischer Kanute
- Jens Smærup Sørensen (* 1946), dänischer Autor
- Jesper Sørensen (Fußballspieler) (* 1973), dänischer Fußballspieler und -trainer
- Jesper Sørensen (Basketballspieler) (* 1977), dänischer Basketballspieler und -trainer
- Jette Hejli Sørensen (* 1961), dänische Ruderin
- Jimmi Sørensen (* 1990), dänischer Straßenradrennfahrer
- John Rungsted Sørensen (* 1934), dänischer Kanute
- Jørgen Leschly Sørensen (1922–1999), dänischer Fußballspieler
- Jørn Sørensen (* 1936), dänischer Fußballspieler

#### K
- Karina Sørensen (* 1980), dänische Badmintonspielerin
- Kim Astrup Sørensen (* 1992), dänischer Badmintonspieler, siehe Kim Astrup
- Knud Sørensen (Schriftsteller) (1928–2022), dänischer Schriftsteller
- Knud Sørensen (Sprachwissenschaftler) (* 1928), dänischer Sprachwissenschaftler
- Knud Sørensen (Politiker) (1934–2009), grönländischer Politiker

#### L
- Lars Sørensen (Politiker) (* 1959), grönländischer Politiker
- Lars Sørensen (Schwimmer) (* 1968), dänischer Schwimmer
- Lars Sørensen (Badminton) (* um 1975), dänischer Badmintonspieler
- Lars Rebien Sørensen (* 1954), dänischer Manager
- Lars Ulrich Sørensen (* 1984), dänischer Radrennfahrer
- Lasse Sørensen (Fußballspieler, 1982) (* 1982), dänischer Fußballspieler
- Lasse Sørensen (Rennfahrer) (* 1996), dänischer Automobilrennfahrer
- Lasse Sørensen (Fußballspieler, 1999) (* 1999), dänischer Fußballspieler
- Linette Sørensen (* 1972), dänische Fußballspielerin
- Lis Sørensen (* 1955), dänische Sängerin, Songschreiberin und Komponistin

#### M
- Mads Bech Sørensen (* 1999), dänischer Fußballspieler
- Marc Rochester Sørensen (* 1992), dänisch-englischer Fußballspieler
- Marco Sørensen (* 1990), dänischer Rennfahrer
- Margrethe Sørensen (* 1946), dänische Beamtin und Soziologin
- Marinus Sørensen (1898–1965), dänischer Sprinter
- Max Sørensen (1913–1981), dänischer Diplomat und Völkerrechtler
- Mette Sørensen (* 1975), dänische Badmintonspielerin
- Morten W. Sørensen (* 1979), dänischer Squashspieler

#### N
- Nicki Sørensen (* 1975), dänischer Radrennfahrer
- Nicoline Sørensen (* 1997), dänische Fußballspielerin
- Niels Holst-Sørensen (1922–2023), dänischer Leichtathlet

#### O
- Odd Børre Sørensen (1939–2023), norwegischer Sänger
- Ole Sørensen (Segler) (1883–1958), norwegischer Segler
- Ole Sørensen (Fußballspieler) (1937–2015), dänischer Fußballspieler
- Ole Sørensen (Schauspieler) (* 1952), dänischer Schauspieler
- Ole Sørensen (Politiker) (* 1968), dänischer Politiker
- Oliver Sørensen (* 2002), dänischer Fußballspieler
- Oskar Sørensen (1898–1987), norwegischer Juwelier und Designer
- Øystein Sørensen (* 1954), norwegischer Historiker

#### P
- Peder Sørensen (Petrus Severinus) (1542–1602), dänischer Arzt
- Per Kjeld Sørensen (* 1950), dänischer Tibetologe
- Pernille Sørensen (Schauspielerin) (* 1977), norwegische Komikerin, Schauspielerin und Drehbuchschreiberin
- Pernille Sørensen (Eiskunstläuferin) (* 1998), dänische Eiskunstläuferin
- Peter Sørensen (* 1973), dänischer Fußballspieler und Fußballtrainer
- Poul Sørensen (1906–1951), dänischer Radrennfahrer

#### R
- Rachel Willis-Sørensen (* 1984), US-amerikanische Sopranistin
- Rasmus Sørensen (Fußballspieler) (* 1995), färöischer Fußballspieler
- Rasmus Sørensen (1997), dänischer Jazzmusiker
- Reidar Sørensen (* 1956), norwegischer Theater- und Filmschauspieler
- Rolf Sørensen (* 1965), dänischer Radrennfahrer

#### S
- Signe Byrge Sørensen (* 1970), dänische Regisseurin und Produzentin von Dokumentarfilmen
- Simone Boye Sørensen (* 1992), dänische Fußballspielerin
- Søren Sørensen (Chemiker) (S. P. L. Sørensen; 1868–1939), dänischer Chemiker
- Søren Sørensen (Turner) (1897–1965), dänischer Turner
- Søren Sørensen (Organist) (1920–2001), dänischer Organist, Musikwissenschaftler und Hochschullehrer
- Svend Otto Sørensen (1916–1996), dänischer Illustrator und Autor, siehe Svend Otto S.

#### T
- Thomas Sørensen (Tennisspieler) (* 1969), dänischer Tennisspieler
- Thomas Sørensen (* 1976), dänischer Fußballspieler
- Tommy Sørensen (* 1979), dänischer Badmintonspieler

#### V
- Valdemar Sørensen (* 1886), grönländischer Landesrat
- Villi Sørensen (1923–1970), färöischer Politiker
- Villy Sørensen (1929–2001), dänischer Schriftsteller und Philosoph

### Form Sörensen
- Annemarie Sörensen (1913–1993), deutsche Schauspielerin
- Christian Sörensen (1818–1861), Schriftsetzer und Erfinder der Setz- und Ablegemaschine Tacheotyp
- Emil Sörensen (1900–1977), deutscher Maschinenbauer und Hochschullehrer
- Helmut Sörensen (* 1936), deutscher Rheumatologe
- Ingeborg Sörensen (1923–2018), niederdeutsche Autorin, Dolmetscherin, Übersetzerin und Sprachlehrerin
- Irmgard Sörensen-Popitz (1896–1993), deutsche Designerin und Künstlerin
- Marcus Sörensen (* 1992), schwedischer Eishockeyspieler
- Nick Sörensen (* 1994), schwedisch-dänischer Eishockeyspieler
- Randmod Sörensen (1910–1985), norwegischer Skisportler und Fußballspieler
- Uwe Sörensen (1920–2006), deutscher Flottillenadmiral
- Wulf Sörensen (1899–1977), deutscher Schriftsteller, siehe Frithjof Fischer